# Spilosoma gianellii
Spilosoma gianellii är en fjärilsart som beskrevs av Charles Oberthür 1911. Spilosoma gianellii ingår i släktet Spilosoma och familjen björnspinnare. Inga underarter finns listade i Catalogue of Life.